# FDJ-Suez
El FDJ-Suez (codi UCI: FST) és un equip ciclista femení francès. Creat al 2006, té categoria UCI Women’s WorldTeam. Actualment és la secció femenina de l'equip FDJ.

## Classificacions UCI

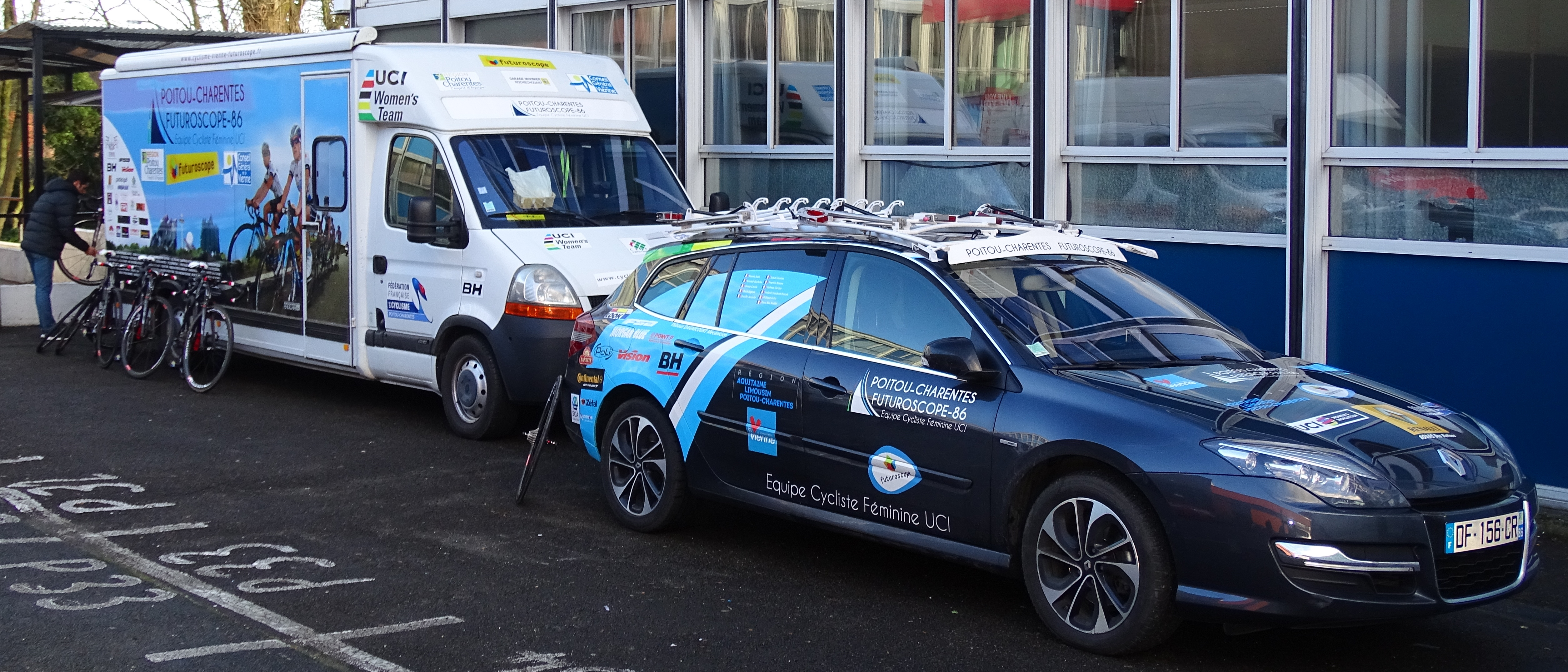
Vehicles de l'equip al 2016

Aquesta taula mostra la plaça de l'equip a la classificació de la Unió Ciclista Internacional a final de temporada i també la millor ciclista en la classificació individual de cada temporada.
| Rànquing UCI | Rànquing UCI     | Rànquing UCI                   | Rànquing UCI |
| Any          | Rànquing d'equip | Millor ciclista al rànquing    |              |
| ------------ | ---------------- | ------------------------------ | ------------ |
| 2006         | 15è              | Marina Jaunâtre (43è)          |              |
| 2007         | 10è              | Marina Jaunâtre (17è)          |              |
| 2008         | 26è              | Karine Gautard (104è)          |              |
| 2009         | 21è              | Karine Gautard (94è)           |              |
| 2010         | 18è              | Christel Ferrier-Bruneau (79è) |              |
| 2011         | 18è              | Karol-Ann Canuel (64è)         |              |
| 2012         | 18è              | Carlee Taylor (83è)            |              |
| 2013         | 19è              | Karol-Ann Canuel (51è)         |              |
| 2014         | 21è              | Roxane Fournier (65è)          |              |
| 2015         | 14è              | Roxane Fournier (32è)          |              |
| 2016         | 14è              | Roxane Fournier (26è)          |              |
| 2017         | 11è              | Shara Gillow (25è)             |              |
| 2018         | 18è              | Roxane Fournier (54è)          |              |
| 2019         | 21è              | Stine Borgli (43è)             |              |
| 2020         | 10è              | Cecilie Uttrup Ludwig (9è)     |              |
| 2022         | 4t               | Cecilie Uttrup Ludwig (9è)     |              |
| 2023         | 5è               | Cecilie Uttrup Ludwig (7è)     |              |
| 2024         | 8è               | Évita Muzic (9è)               |              |
|              |                  |                                |              |
| Font: UCI    |                  |                                |              |

Del 2006 al 2015 l'equip va participar en la Copa del món
| Copa del Món | Copa del Món     | Copa del Món                   | Copa del Món |
| Any          | Rànquing d'equip | Millor ciclista al rànquing    |              |
| ------------ | ---------------- | ------------------------------ | ------------ |
| 2006         | 19è              | Nathalie Jeuland (77è)         |              |
| 2007         | 10è              | Marina Jaunâtre (27è)          |              |
| 2009         | 25è              | Pascale Jeuland (56è)          |              |
| 2010         | 22è              | Christel Ferrier-Bruneau (45è) |              |
| 2011         | 29è              | Karol-Ann Canuel (97è)         |              |
| 2012         | 14è              | Karol-Ann Canuel (37è)         |              |
| 2013         | 19è              | Karol-Ann Canuel (31è)         |              |
| 2014         | 22è              | Roxane Fournier (51è)          |              |
| 2015         | 14è              | Roxane Fournier (39è)          |              |
|              |                  |                                |              |
| Font: UCI    |                  |                                |              |

A partir del 2016, l'UCI Women's WorldTour va substituir la copa del món
| UCI World Tour | UCI World Tour   | UCI World Tour              | UCI World Tour |
| Any            | Rànquing d'equip | Millor ciclista al rànquing |                |
| -------------- | ---------------- | --------------------------- | -------------- |
| 2016           | 13è              | Roxane Fournier (20è)       |                |
| 2017           | 10è              | Shara Gillow (19è)          |                |
| 2018           | 15è              | Shara Gillow (59è)          |                |
| 2019           | 16è              | Emilia Fahlin (40è)         |                |
| 2020           | 9è               | Cecilie Uttrup Ludwig (10è) |                |
| 2022           | 4t               | Marta Cavalli (7è)          |                |
| 2023           | 6è               | Cecilie Uttrup Ludwig (13è) |                |
| 2024           | 7è               | Évita Muzic (9è)            |                |
|                |                  |                             |                |
| Font: UCI      |                  |                             |                |

## Composició de l'equip
| 2025 |                        |                                  |                        |
| \| Llista de l'equip 2025 \| Llista de l'equip 2025 \| Llista de l'equip 2025 \| Llista de l'equip 2025 \| \| Ciclista \| Data de naixement \| Equip previ \| \| \| ---------------------- \| ---------------------- \| -------------------------------- \| ---------------------- \| \| Loes Adegeest \| 7 de agost de 1996 \| IBCT (2022) \| \| \| Nina Buysman \| 16 de novembre de 1997 \| Human Powered Health (2023) \| \| \| Elise Chabbey \| 24 de abril de 1993 \| Canyon-SRAM Racing (2024) \| \| \| Léa Curinier \| 21 de abril de 2001 \| Team dsm-firmenich (2023) \| \| \| Coralie Demay \| 10 de octubre de 1992 \| St Michel-Mavic-Auber 93 (2023) \| \| \| Eugénie Duval \| 3 de maig de 1993 \| \| \| \| Célia Gery \| 4 de gener de 2006 \| \| \| \| Vittoria Guazzini \| 26 de desembre de 2000 \| Valcar-Travel & Service (2021) \| \| \| Amber Kraak \| 29 de juliol de 1994 \| Team Jumbo-Visma (2023) \| \| \| Juliette Labous \| 4 de novembre de 1998 \| Team dsm-firmenich PostNL (2024) \| \| \| Marie Le Net \| 25 de gener de 2000 \| Breizh Ladies (2018) \| \| \| Lauren Molengraaf \| 5 de octubre de 2005 \| \| \| \| Évita Muzic \| 26 de maig de 1999 \| VC Morteau Montbenoit (2017) \| \| \| Églantine Rayer \| 12 de juny de 2004 \| Team dsm-firmenich PostNL (2024) \| \| \| Alessia Vigilia \| 1 de setembre de 1999 \| Top Girls Fassa Bortolo (2023) \| \| \| Demi Vollering \| 15 de novembre de 1996 \| SD Worx-Protime (2024) \| \| \| Jade Wiel \| 2 de abril de 2000 \| VC Morteau Montbenoit (2018) \| \| \| Ally Wollaston \| 4 de gener de 2001 \| AG Insurance-Soudal Team (2024) \| \| \| \| \| \| \| \| Font: ProCyclingStats \| \| \| \| |                        |                                  |                        |
| Llista de l'equip 2025 | Llista de l'equip 2025 | Llista de l'equip 2025           | Llista de l'equip 2025 |
| Ciclista | Data de naixement      | Equip previ                      |                        |
| --- | ---------------------- | -------------------------------- | ---------------------- |
| Loes Adegeest | 7 de agost de 1996     | IBCT (2022)                      |                        |
| Nina Buysman | 16 de novembre de 1997 | Human Powered Health (2023)      |                        |
| Elise Chabbey | 24 de abril de 1993    | Canyon-SRAM Racing (2024)        |                        |
| Léa Curinier | 21 de abril de 2001    | Team dsm-firmenich (2023)        |                        |
| Coralie Demay | 10 de octubre de 1992  | St Michel-Mavic-Auber 93 (2023)  |                        |
| Eugénie Duval | 3 de maig de 1993      |                                  |                        |
| Célia Gery | 4 de gener de 2006     |                                  |                        |
| Vittoria Guazzini | 26 de desembre de 2000 | Valcar-Travel & Service (2021)   |                        |
| Amber Kraak | 29 de juliol de 1994   | Team Jumbo-Visma (2023)          |                        |
| Juliette Labous | 4 de novembre de 1998  | Team dsm-firmenich PostNL (2024) |                        |
| Marie Le Net | 25 de gener de 2000    | Breizh Ladies (2018)             |                        |
| Lauren Molengraaf | 5 de octubre de 2005   |                                  |                        |
| Évita Muzic | 26 de maig de 1999     | VC Morteau Montbenoit (2017)     |                        |
| Églantine Rayer | 12 de juny de 2004     | Team dsm-firmenich PostNL (2024) |                        |
| Alessia Vigilia | 1 de setembre de 1999  | Top Girls Fassa Bortolo (2023)   |                        |
| Demi Vollering | 15 de novembre de 1996 | SD Worx-Protime (2024)           |                        |
| Jade Wiel | 2 de abril de 2000     | VC Morteau Montbenoit (2018)     |                        |
| Ally Wollaston | 4 de gener de 2001     | AG Insurance-Soudal Team (2024)  |                        |
| |                        |                                  |                        |
| Font: ProCyclingStats |                        |                                  |                        |

| 2024 |                        |                                 |                        |
| \| Llista de l'equip 2024 \| Llista de l'equip 2024 \| Llista de l'equip 2024 \| Llista de l'equip 2024 \| \| Ciclista \| Data de naixement \| Equip previ \| \| \| ---------------------- \| ---------------------- \| ------------------------------- \| ---------------------- \| \| Loes Adegeest \| 7 de agost de 1996 \| IBCT (2022) \| \| \| Grace Brown \| 7 de juliol de 1992 \| Team BikeExchange (2021) \| \| \| Nina Buysman \| 16 de novembre de 1997 \| Human Powered Health (2023) \| \| \| Marta Cavalli \| 18 de març de 1998 \| Valcar-Travel & Service (2020) \| \| \| Léa Curinier \| 21 de abril de 2001 \| Team dsm-firmenich (2023) \| \| \| Coralie Demay \| 10 de octubre de 1992 \| St Michel-Mavic-Auber 93 (2023) \| \| \| Eugénie Duval \| 3 de maig de 1993 \| \| \| \| Vittoria Guazzini \| 26 de desembre de 2000 \| Valcar-Travel & Service (2021) \| \| \| Amber Kraak \| 29 de juliol de 1994 \| Team Jumbo-Visma (2023) \| \| \| Marie Le Net \| 25 de gener de 2000 \| Breizh Ladies (2018) \| \| \| Cecilie Uttrup Ludwig \| 23 de agost de 1995 \| Bigla (2019) \| \| \| Lauren Molengraaf \| 5 de octubre de 2005 \| \| \| \| Évita Muzic \| 26 de maig de 1999 \| VC Morteau Montbenoit (2017) \| \| \| Gladys Verhulst \| 2 de gener de 1997 \| Le Col-Wahoo (2022) \| \| \| Alessia Vigilia \| 1 de setembre de 1999 \| Top Girls Fassa Bortolo (2023) \| \| \| Jade Wiel \| 2 de abril de 2000 \| VC Morteau Montbenoit (2018) \| \| \| \| \| \| \| \| Font: ProCyclingStats \| \| \| \| |                        |                                 |                        |
| Llista de l'equip 2024 | Llista de l'equip 2024 | Llista de l'equip 2024          | Llista de l'equip 2024 |
| Ciclista | Data de naixement      | Equip previ                     |                        |
| --- | ---------------------- | ------------------------------- | ---------------------- |
| Loes Adegeest | 7 de agost de 1996     | IBCT (2022)                     |                        |
| Grace Brown | 7 de juliol de 1992    | Team BikeExchange (2021)        |                        |
| Nina Buysman | 16 de novembre de 1997 | Human Powered Health (2023)     |                        |
| Marta Cavalli | 18 de març de 1998     | Valcar-Travel & Service (2020)  |                        |
| Léa Curinier | 21 de abril de 2001    | Team dsm-firmenich (2023)       |                        |
| Coralie Demay | 10 de octubre de 1992  | St Michel-Mavic-Auber 93 (2023) |                        |
| Eugénie Duval | 3 de maig de 1993      |                                 |                        |
| Vittoria Guazzini | 26 de desembre de 2000 | Valcar-Travel & Service (2021)  |                        |
| Amber Kraak | 29 de juliol de 1994   | Team Jumbo-Visma (2023)         |                        |
| Marie Le Net | 25 de gener de 2000    | Breizh Ladies (2018)            |                        |
| Cecilie Uttrup Ludwig | 23 de agost de 1995    | Bigla (2019)                    |                        |
| Lauren Molengraaf | 5 de octubre de 2005   |                                 |                        |
| Évita Muzic | 26 de maig de 1999     | VC Morteau Montbenoit (2017)    |                        |
| Gladys Verhulst | 2 de gener de 1997     | Le Col-Wahoo (2022)             |                        |
| Alessia Vigilia | 1 de setembre de 1999  | Top Girls Fassa Bortolo (2023)  |                        |
| Jade Wiel | 2 de abril de 2000     | VC Morteau Montbenoit (2018)    |                        |
| |                        |                                 |                        |
| Font: ProCyclingStats |                        |                                 |                        |

| 2023 |                        |                                |                        |
| \| Llista de l'equip 2023 \| Llista de l'equip 2023 \| Llista de l'equip 2023 \| Llista de l'equip 2023 \| \| Ciclista \| Data de naixement \| Equip previ \| \| \| ---------------------- \| ---------------------- \| ------------------------------ \| ---------------------- \| \| Loes Adegeest \| 7 de agost de 1996 \| IBCT (2022) \| \| \| Stine Borgli \| 4 de juliol de 1990 \| Keukens Redant (2019) \| \| \| Grace Brown \| 7 de juliol de 1992 \| Team BikeExchange (2021) \| \| \| Marta Cavalli \| 18 de març de 1998 \| Valcar-Travel & Service (2020) \| \| \| Clara Copponi \| 12 de gener de 1999 \| Bio Frais (2019) \| \| \| Eugénie Duval \| 3 de maig de 1993 \| \| \| \| Emilia Fahlin \| 24 de octubre de 1988 \| Wiggle High5 (2018) \| \| \| Maëlle Grossetête \| 10 de abril de 1998 \| \| \| \| Victorie Guilman \| 25 de març de 1996 \| DN 17 Poitou-Charentes (2015) \| \| \| Vittoria Guazzini \| 26 de desembre de 2000 \| Valcar-Travel & Service (2021) \| \| \| Marie Le Net \| 25 de gener de 2000 \| Breizh Ladies (2018) \| \| \| Évita Muzic \| 26 de maig de 1999 \| VC Morteau Montbenoit (2017) \| \| \| Cecilie Uttrup Ludwig \| 23 de agost de 1995 \| Bigla (2019) \| \| \| Gladys Verhulst \| 2 de gener de 1997 \| Le Col-Wahoo (2022) \| \| \| Jade Wiel \| 2 de abril de 2000 \| VC Morteau Montbenoit (2018) \| \| \| \| \| \| \| \| Font: ProCyclingStats \| \| \| \| |                        |                                |                        |
| Llista de l'equip 2023 | Llista de l'equip 2023 | Llista de l'equip 2023         | Llista de l'equip 2023 |
| Ciclista | Data de naixement      | Equip previ                    |                        |
| --- | ---------------------- | ------------------------------ | ---------------------- |
| Loes Adegeest | 7 de agost de 1996     | IBCT (2022)                    |                        |
| Stine Borgli | 4 de juliol de 1990    | Keukens Redant (2019)          |                        |
| Grace Brown | 7 de juliol de 1992    | Team BikeExchange (2021)       |                        |
| Marta Cavalli | 18 de març de 1998     | Valcar-Travel & Service (2020) |                        |
| Clara Copponi | 12 de gener de 1999    | Bio Frais (2019)               |                        |
| Eugénie Duval | 3 de maig de 1993      |                                |                        |
| Emilia Fahlin | 24 de octubre de 1988  | Wiggle High5 (2018)            |                        |
| Maëlle Grossetête | 10 de abril de 1998    |                                |                        |
| Victorie Guilman | 25 de març de 1996     | DN 17 Poitou-Charentes (2015)  |                        |
| Vittoria Guazzini | 26 de desembre de 2000 | Valcar-Travel & Service (2021) |                        |
| Marie Le Net | 25 de gener de 2000    | Breizh Ladies (2018)           |                        |
| Évita Muzic | 26 de maig de 1999     | VC Morteau Montbenoit (2017)   |                        |
| Cecilie Uttrup Ludwig | 23 de agost de 1995    | Bigla (2019)                   |                        |
| Gladys Verhulst | 2 de gener de 1997     | Le Col-Wahoo (2022)            |                        |
| Jade Wiel | 2 de abril de 2000     | VC Morteau Montbenoit (2018)   |                        |
| |                        |                                |                        |
| Font: ProCyclingStats |                        |                                |                        |

| 2022 |                        |                                  |                        |
| \| Llista de l'equip 2022 \| Llista de l'equip 2022 \| Llista de l'equip 2022 \| Llista de l'equip 2022 \| \| Ciclista \| Data de naixement \| Equip previ \| \| \| ---------------------- \| ---------------------- \| -------------------------------- \| ---------------------- \| \| Stine Borgli \| 4 de juliol de 1990 \| Keukens Redant (2019) \| \| \| Grace Brown \| 7 de juliol de 1992 \| Team BikeExchange (2021) \| \| \| Marta Cavalli \| 18 de març de 1998 \| Valcar-Travel & Service (2020) \| \| \| Brodie Chapman \| 9 de abril de 1991 \| Tibco-Silicon Valley Bank (2019) \| \| \| Clara Copponi \| 12 de gener de 1999 \| Bio Frais (2019) \| \| \| Eugénie Duval \| 3 de maig de 1993 \| \| \| \| Emilia Fahlin \| 24 de octubre de 1988 \| Wiggle High5 (2018) \| \| \| Maëlle Grossetête \| 10 de abril de 1998 \| \| \| \| Vittoria Guazzini \| 26 de desembre de 2000 \| Valcar-Travel & Service (2021) \| \| \| Victorie Guilman \| 25 de març de 1996 \| DN 17 Poitou-Charentes (2015) \| \| \| Marie Le Net \| 25 de gener de 2000 \| Breizh Ladies (2018) \| \| \| Cecilie Uttrup Ludwig \| 23 de agost de 1995 \| Bigla (2019) \| \| \| Évita Muzic \| 26 de maig de 1999 \| VC Morteau Montbenoit (2017) \| \| \| Jade Wiel \| 2 de abril de 2000 \| VC Morteau Montbenoit (2018) \| \| \| \| \| \| \| \| Font: ProCyclingStats \| \| \| \| |                        |                                  |                        |
| Llista de l'equip 2022 | Llista de l'equip 2022 | Llista de l'equip 2022           | Llista de l'equip 2022 |
| Ciclista | Data de naixement      | Equip previ                      |                        |
| --- | ---------------------- | -------------------------------- | ---------------------- |
| Stine Borgli | 4 de juliol de 1990    | Keukens Redant (2019)            |                        |
| Grace Brown | 7 de juliol de 1992    | Team BikeExchange (2021)         |                        |
| Marta Cavalli | 18 de març de 1998     | Valcar-Travel & Service (2020)   |                        |
| Brodie Chapman | 9 de abril de 1991     | Tibco-Silicon Valley Bank (2019) |                        |
| Clara Copponi | 12 de gener de 1999    | Bio Frais (2019)                 |                        |
| Eugénie Duval | 3 de maig de 1993      |                                  |                        |
| Emilia Fahlin | 24 de octubre de 1988  | Wiggle High5 (2018)              |                        |
| Maëlle Grossetête | 10 de abril de 1998    |                                  |                        |
| Vittoria Guazzini | 26 de desembre de 2000 | Valcar-Travel & Service (2021)   |                        |
| Victorie Guilman | 25 de març de 1996     | DN 17 Poitou-Charentes (2015)    |                        |
| Marie Le Net | 25 de gener de 2000    | Breizh Ladies (2018)             |                        |
| Cecilie Uttrup Ludwig | 23 de agost de 1995    | Bigla (2019)                     |                        |
| Évita Muzic | 26 de maig de 1999     | VC Morteau Montbenoit (2017)     |                        |
| Jade Wiel | 2 de abril de 2000     | VC Morteau Montbenoit (2018)     |                        |
| |                        |                                  |                        |
| Font: ProCyclingStats |                        |                                  |                        |

| 2021 |                        |                                  |                        |
| \| Llista de l'equip 2021 \| Llista de l'equip 2021 \| Llista de l'equip 2021 \| Llista de l'equip 2021 \| \| Ciclista \| Data de naixement \| Equip previ \| \| \| ---------------------- \| ---------------------- \| -------------------------------- \| ---------------------- \| \| Stine Borgli \| 4 de juliol de 1990 \| Keukens Redant (2019) \| \| \| Marta Cavalli \| 18 de març de 1998 \| Valcar-Travel & Service (2020) \| \| \| Brodie Chapman \| 9 de abril de 1991 \| Tibco-Silicon Valley Bank (2019) \| \| \| Clara Copponi \| 12 de gener de 1999 \| Bio Frais (2019) \| \| \| Eugénie Duval \| 3 de maig de 1993 \| \| \| \| Emilia Fahlin \| 24 de octubre de 1988 \| Wiggle High5 (2018) \| \| \| Maëlle Grossetête \| 10 de abril de 1998 \| \| \| \| Victorie Guilman \| 25 de març de 1996 \| DN 17 Poitou-Charentes (2015) \| \| \| Lauren Kitchen \| 21 de novembre de 1990 \| WM3 (2017) \| \| \| Marie Le Net \| 25 de gener de 2000 \| Breizh Ladies (2018) \| \| \| Cecilie Uttrup Ludwig \| 23 de agost de 1995 \| Bigla (2019) \| \| \| Évita Muzic \| 26 de maig de 1999 \| VC Morteau Montbenoit (2017) \| \| \| Jade Wiel \| 2 de abril de 2000 \| VC Morteau Montbenoit (2018) \| \| \| \| \| \| \| \| Font: ProCyclingStats \| \| \| \| |                        |                                  |                        |
| Llista de l'equip 2021 | Llista de l'equip 2021 | Llista de l'equip 2021           | Llista de l'equip 2021 |
| Ciclista | Data de naixement      | Equip previ                      |                        |
| --- | ---------------------- | -------------------------------- | ---------------------- |
| Stine Borgli | 4 de juliol de 1990    | Keukens Redant (2019)            |                        |
| Marta Cavalli | 18 de març de 1998     | Valcar-Travel & Service (2020)   |                        |
| Brodie Chapman | 9 de abril de 1991     | Tibco-Silicon Valley Bank (2019) |                        |
| Clara Copponi | 12 de gener de 1999    | Bio Frais (2019)                 |                        |
| Eugénie Duval | 3 de maig de 1993      |                                  |                        |
| Emilia Fahlin | 24 de octubre de 1988  | Wiggle High5 (2018)              |                        |
| Maëlle Grossetête | 10 de abril de 1998    |                                  |                        |
| Victorie Guilman | 25 de març de 1996     | DN 17 Poitou-Charentes (2015)    |                        |
| Lauren Kitchen | 21 de novembre de 1990 | WM3 (2017)                       |                        |
| Marie Le Net | 25 de gener de 2000    | Breizh Ladies (2018)             |                        |
| Cecilie Uttrup Ludwig | 23 de agost de 1995    | Bigla (2019)                     |                        |
| Évita Muzic | 26 de maig de 1999     | VC Morteau Montbenoit (2017)     |                        |
| Jade Wiel | 2 de abril de 2000     | VC Morteau Montbenoit (2018)     |                        |
| |                        |                                  |                        |
| Font: ProCyclingStats |                        |                                  |                        |

| 2020 |                        |                                  |                        |
| \| Llista de l'equip 2020 \| Llista de l'equip 2020 \| Llista de l'equip 2020 \| Llista de l'equip 2020 \| \| Ciclista \| Data de naixement \| Equip previ \| \| \| ---------------------- \| ---------------------- \| -------------------------------- \| ---------------------- \| \| Stine Borgli \| 4 de juliol de 1990 \| Keukens Redant (2019) \| \| \| Brodie Chapman \| 9 de abril de 1991 \| Tibco-Silicon Valley Bank (2019) \| \| \| Clara Copponi \| 12 de gener de 1999 \| Bio Frais (2019) \| \| \| Eugénie Duval \| 3 de maig de 1993 \| \| \| \| Emilia Fahlin \| 24 de octubre de 1988 \| Wiggle High5 (2018) \| \| \| Shara Marche \| 23 de desembre de 1987 \| Rabo Liv Women (2016) \| \| \| Maëlle Grossetête \| 10 de abril de 1998 \| \| \| \| Victorie Guilman \| 25 de març de 1996 \| DN 17 Poitou-Charentes (2015) \| \| \| Lauren Kitchen \| 21 de novembre de 1990 \| WM3 (2017) \| \| \| Marie Le Net \| 25 de gener de 2000 \| Breizh Ladies (2018) \| \| \| Cecilie Uttrup Ludwig \| 23 de agost de 1995 \| Bigla (2019) \| \| \| Évita Muzic \| 26 de maig de 1999 \| VC Morteau Montbenoit (2017) \| \| \| Jade Wiel \| 2 de abril de 2000 \| VC Morteau Montbenoit (2018) \| \| \| \| \| \| \| \| Font: UCI \| \| \| \| |                        |                                  |                        |
| Llista de l'equip 2020 | Llista de l'equip 2020 | Llista de l'equip 2020           | Llista de l'equip 2020 |
| Ciclista | Data de naixement      | Equip previ                      |                        |
| --- | ---------------------- | -------------------------------- | ---------------------- |
| Stine Borgli | 4 de juliol de 1990    | Keukens Redant (2019)            |                        |
| Brodie Chapman | 9 de abril de 1991     | Tibco-Silicon Valley Bank (2019) |                        |
| Clara Copponi | 12 de gener de 1999    | Bio Frais (2019)                 |                        |
| Eugénie Duval | 3 de maig de 1993      |                                  |                        |
| Emilia Fahlin | 24 de octubre de 1988  | Wiggle High5 (2018)              |                        |
| Shara Marche | 23 de desembre de 1987 | Rabo Liv Women (2016)            |                        |
| Maëlle Grossetête | 10 de abril de 1998    |                                  |                        |
| Victorie Guilman | 25 de març de 1996     | DN 17 Poitou-Charentes (2015)    |                        |
| Lauren Kitchen | 21 de novembre de 1990 | WM3 (2017)                       |                        |
| Marie Le Net | 25 de gener de 2000    | Breizh Ladies (2018)             |                        |
| Cecilie Uttrup Ludwig | 23 de agost de 1995    | Bigla (2019)                     |                        |
| Évita Muzic | 26 de maig de 1999     | VC Morteau Montbenoit (2017)     |                        |
| Jade Wiel | 2 de abril de 2000     | VC Morteau Montbenoit (2018)     |                        |
| |                        |                                  |                        |
| Font: UCI |                        |                                  |                        |

| 2019 |                        |                                  |                        |
| \| Llista de l'equip 2019 \| Llista de l'equip 2019 \| Llista de l'equip 2019 \| Llista de l'equip 2019 \| \| Ciclista \| Data de naixement \| Equip previ \| \| \| ---------------------------------- \| ---------------------- \| -------------------------------- \| ---------------------- \| \| Charlotte Becker \| 19 de maig de 1983 \| Hitec Products-Birk Sport (2018) \| \| \| Stine Borgli (1 de ago–31 de des) \| 4 de juliol de 1990 \| Autoglas Wetteren (2018) \| \| \| Charlotte Bravard \| 12 de gener de 1992 \| GSD Gestion (2012) \| \| \| Clara Copponi (1 de ago–31 de des) \| 12 de gener de 1999 \| Bio Frais (2019) \| \| \| Coralie Demay \| 10 de octubre de 1992 \| \| \| \| Eugénie Duval \| 3 de maig de 1993 \| \| \| \| Emilia Fahlin \| 24 de octubre de 1988 \| Wiggle High5 (2018) \| \| \| Shara Gillow \| 23 de desembre de 1987 \| Rabo Liv Women (2016) \| \| \| Maëlle Grossetête \| 10 de abril de 1998 \| \| \| \| Victorie Guilman \| 25 de març de 1996 \| DN 17 Poitou-Charentes (2015) \| \| \| Lauren Kitchen \| 21 de novembre de 1990 \| WM3 (2017) \| \| \| Marie Le Net \| 25 de gener de 2000 \| Breizh Ladies (2018) \| \| \| Évita Muzic \| 26 de maig de 1999 \| VC Morteau Montbenoit (2017) \| \| \| Greta Richioud \| 11 de octubre de 1996 \| \| \| \| Jade Wiel \| 2 de abril de 2000 \| VC Morteau Montbenoit (2018) \| \| \| \| \| \| \| \| Font: UCI \| \| \| \| |                        |                                  |                        |
| Llista de l'equip 2019 | Llista de l'equip 2019 | Llista de l'equip 2019           | Llista de l'equip 2019 |
| Ciclista | Data de naixement      | Equip previ                      |                        |
| --- | ---------------------- | -------------------------------- | ---------------------- |
| Charlotte Becker | 19 de maig de 1983     | Hitec Products-Birk Sport (2018) |                        |
| Stine Borgli (1 de ago–31 de des) | 4 de juliol de 1990    | Autoglas Wetteren (2018)         |                        |
| Charlotte Bravard | 12 de gener de 1992    | GSD Gestion (2012)               |                        |
| Clara Copponi (1 de ago–31 de des) | 12 de gener de 1999    | Bio Frais (2019)                 |                        |
| Coralie Demay | 10 de octubre de 1992  |                                  |                        |
| Eugénie Duval | 3 de maig de 1993      |                                  |                        |
| Emilia Fahlin | 24 de octubre de 1988  | Wiggle High5 (2018)              |                        |
| Shara Gillow | 23 de desembre de 1987 | Rabo Liv Women (2016)            |                        |
| Maëlle Grossetête | 10 de abril de 1998    |                                  |                        |
| Victorie Guilman | 25 de març de 1996     | DN 17 Poitou-Charentes (2015)    |                        |
| Lauren Kitchen | 21 de novembre de 1990 | WM3 (2017)                       |                        |
| Marie Le Net | 25 de gener de 2000    | Breizh Ladies (2018)             |                        |
| Évita Muzic | 26 de maig de 1999     | VC Morteau Montbenoit (2017)     |                        |
| Greta Richioud | 11 de octubre de 1996  |                                  |                        |
| Jade Wiel | 2 de abril de 2000     | VC Morteau Montbenoit (2018)     |                        |
| |                        |                                  |                        |
| Font: UCI |                        |                                  |                        |

| 2018 |                        |                               |                        |
| \| Llista de l'equip 2018 \| Llista de l'equip 2018 \| Llista de l'equip 2018 \| Llista de l'equip 2018 \| \| Ciclista \| Data de naixement \| Equip previ \| \| \| ---------------------- \| ---------------------- \| ----------------------------- \| ---------------------- \| \| Charlotte Bravard \| 12 de gener de 1992 \| GSD Gestion (2012) \| \| \| Coralie Demay \| 10 de octubre de 1992 \| \| \| \| Eugénie Duval \| 3 de maig de 1993 \| \| \| \| Roxane Fournier \| 7 de novembre de 1991 \| ASPTT Dijon-Bourgogne (2011) \| \| \| Shara Gillow \| 23 de desembre de 1987 \| Rabo Liv Women (2016) \| \| \| Maëlle Grossetête \| 10 de abril de 1998 \| \| \| \| Victorie Guilman \| 25 de març de 1996 \| DN 17 Poitou-Charentes (2015) \| \| \| Lauren Kitchen \| 21 de novembre de 1990 \| WM3 (2017) \| \| \| Évita Muzic \| 26 de maig de 1999 \| VC Morteau Montbenoit (2017) \| \| \| Greta Richioud \| 11 de octubre de 1996 \| \| \| \| Rozanne Slik \| 21 de abril de 1991 \| Sunweb (2017) \| \| \| Moniek Tenniglo \| 2 de maig de 1988 \| WM3 (2017) \| \| \| \| \| \| \| \| Font: UCI \| \| \| \| |                        |                               |                        |
| Llista de l'equip 2018 | Llista de l'equip 2018 | Llista de l'equip 2018        | Llista de l'equip 2018 |
| Ciclista | Data de naixement      | Equip previ                   |                        |
| --- | ---------------------- | ----------------------------- | ---------------------- |
| Charlotte Bravard | 12 de gener de 1992    | GSD Gestion (2012)            |                        |
| Coralie Demay | 10 de octubre de 1992  |                               |                        |
| Eugénie Duval | 3 de maig de 1993      |                               |                        |
| Roxane Fournier | 7 de novembre de 1991  | ASPTT Dijon-Bourgogne (2011)  |                        |
| Shara Gillow | 23 de desembre de 1987 | Rabo Liv Women (2016)         |                        |
| Maëlle Grossetête | 10 de abril de 1998    |                               |                        |
| Victorie Guilman | 25 de març de 1996     | DN 17 Poitou-Charentes (2015) |                        |
| Lauren Kitchen | 21 de novembre de 1990 | WM3 (2017)                    |                        |
| Évita Muzic | 26 de maig de 1999     | VC Morteau Montbenoit (2017)  |                        |
| Greta Richioud | 11 de octubre de 1996  |                               |                        |
| Rozanne Slik | 21 de abril de 1991    | Sunweb (2017)                 |                        |
| Moniek Tenniglo | 2 de maig de 1988      | WM3 (2017)                    |                        |
| |                        |                               |                        |
| Font: UCI |                        |                               |                        |

| \| Llista de l'equip 2017 \| Llista de l'equip 2017 \| Llista de l'equip 2017 \| Llista de l'equip 2017 \| \| Ciclista \| Data de naixement \| Equip previ \| \| \| ---------------------- \| ---------------------- \| ------------------------------ \| ---------------------- \| \| Aude Biannic \| 27 de març de 1991 \| Lointek (2014) \| \| \| Charlotte Bravard \| 12 de gener de 1992 \| GSD Gestion (2012) \| \| \| Coralie Demay \| 10 de octubre de 1992 \| \| \| \| Annabelle Dreville \| 4 de març de 1995 \| \| \| \| Eugénie Duval \| 3 de maig de 1993 \| \| \| \| Séverine Eraud \| 24 de febrer de 1995 \| \| \| \| Roxane Fournier \| 7 de novembre de 1991 \| ASPTT Dijon-Bourgogne (2011) \| \| \| Shara Gillow \| 23 de desembre de 1987 \| Rabo Liv Women (2016) \| \| \| Victorie Guilman \| 25 de març de 1996 \| DN 17 Poitou-Charentes (2015) \| \| \| Roxane Knetemann \| 1 de abril de 1987 \| Rabo Liv Women (2016) \| \| \| Greta Richioud \| 11 de octubre de 1996 \| \| \| \| Eri Yonamine \| 25 de abril de 1991 \| Hagens Berman-Supermint (2016) \| \| \| \| \| \| \| \| Font: UCI \| \| \| \| |                        |                                |  |
| Llista de l'equip 2017 |                        |                                |  |
| Ciclista | Data de naixement      | Equip previ                    |  |
| Aude Biannic | 27 de març de 1991     | Lointek (2014)                 |  |
| Charlotte Bravard | 12 de gener de 1992    | GSD Gestion (2012)             |  |
| Coralie Demay | 10 de octubre de 1992  |                                |  |
| Annabelle Dreville | 4 de març de 1995      |                                |  |
| Eugénie Duval | 3 de maig de 1993      |                                |  |
| Séverine Eraud | 24 de febrer de 1995   |                                |  |
| Roxane Fournier | 7 de novembre de 1991  | ASPTT Dijon-Bourgogne (2011)   |  |
| Shara Gillow | 23 de desembre de 1987 | Rabo Liv Women (2016)          |  |
| Victorie Guilman | 25 de març de 1996     | DN 17 Poitou-Charentes (2015)  |  |
| Roxane Knetemann | 1 de abril de 1987     | Rabo Liv Women (2016)          |  |
| Greta Richioud | 11 de octubre de 1996  |                                |  |
| Eri Yonamine | 25 de abril de 1991    | Hagens Berman-Supermint (2016) |  |
| |                        |                                |  |
| Font: UCI |                        |                                |  |

| \| Llista de l'equip 2016 \| Llista de l'equip 2016 \| Llista de l'equip 2016 \| Llista de l'equip 2016 \| \| Ciclista \| Data de naixement \| Equip previ \| \| \| ---------------------------------- \| ---------------------- \| ----------------------------- \| ---------------------- \| \| Aude Biannic \| 27 de març de 1991 \| Lointek (2014) \| \| \| Charlotte Bravard \| 12 de gener de 1992 \| GSD Gestion (2012) \| \| \| Coralie Demay \| 10 de octubre de 1992 \| \| \| \| Annabelle Dreville \| 4 de març de 1995 \| \| \| \| Eugénie Duval \| 3 de maig de 1993 \| \| \| \| Séverine Eraud \| 24 de febrer de 1995 \| \| \| \| Roxane Fournier \| 7 de novembre de 1991 \| ASPTT Dijon-Bourgogne (2011) \| \| \| Victorie Guilman \| 25 de març de 1996 \| DN 17 Poitou-Charentes (2015) \| \| \| Pascale Jeuland-Tranchant \| 2 de juny de 1987 \| \| \| \| Greta Richioud \| 11 de octubre de 1996 \| \| \| \| Amélie Rivat \| 14 de novembre de 1989 \| \| \| \| Eri Yonamine (12 de ago–31 de des) \| 25 de abril de 1991 \| \| \| \| \| \| \| \| \| Font: UCI \| \| \| \| |                        |                               |  |
| Llista de l'equip 2016 |                        |                               |  |
| Ciclista | Data de naixement      | Equip previ                   |  |
| Aude Biannic | 27 de març de 1991     | Lointek (2014)                |  |
| Charlotte Bravard | 12 de gener de 1992    | GSD Gestion (2012)            |  |
| Coralie Demay | 10 de octubre de 1992  |                               |  |
| Annabelle Dreville | 4 de març de 1995      |                               |  |
| Eugénie Duval | 3 de maig de 1993      |                               |  |
| Séverine Eraud | 24 de febrer de 1995   |                               |  |
| Roxane Fournier | 7 de novembre de 1991  | ASPTT Dijon-Bourgogne (2011)  |  |
| Victorie Guilman | 25 de març de 1996     | DN 17 Poitou-Charentes (2015) |  |
| Pascale Jeuland-Tranchant | 2 de juny de 1987      |                               |  |
| Greta Richioud | 11 de octubre de 1996  |                               |  |
| Amélie Rivat | 14 de novembre de 1989 |                               |  |
| Eri Yonamine (12 de ago–31 de des) | 25 de abril de 1991    |                               |  |
| |                        |                               |  |
| Font: UCI |                        |                               |  |

| \| Llista de l'equip 2015 \| Llista de l'equip 2015 \| Llista de l'equip 2015 \| Llista de l'equip 2015 \| \| Ciclista \| Data de naixement \| Equip previ \| \| \| ----------------------------------------------- \| ---------------------- \| ---------------------------- \| ---------------------- \| \| Aude Biannic \| 27 de març de 1991 \| Lointek (2014) \| \| \| Charlotte Bravard \| 12 de gener de 1992 \| GSD Gestion (2012) \| \| \| Eugénie Duval \| 3 de maig de 1993 \| \| \| \| Séverine Eraud \| 24 de febrer de 1995 \| \| \| \| Roxane Fournier \| 7 de novembre de 1991 \| ASPTT Dijon-Bourgogne (2011) \| \| \| Pascale Jeuland \| 2 de juny de 1987 \| \| \| \| Lucie Pader \| 21 de desembre de 1992 \| Bourgogne-Pro Dialog (2013) \| \| \| Greta Richioud \| 11 de octubre de 1996 \| \| \| \| Amélie Rivat \| 14 de novembre de 1989 \| \| \| \| Victorie Guilman (1 de ago–31 de des, aprenent) \| 25 de març de 1996 \| \| \| \| \| \| \| \| \| Font: UCI \| \| \| \| |                        |                              |  |
| Llista de l'equip 2015 |                        |                              |  |
| Ciclista | Data de naixement      | Equip previ                  |  |
| Aude Biannic | 27 de març de 1991     | Lointek (2014)               |  |
| Charlotte Bravard | 12 de gener de 1992    | GSD Gestion (2012)           |  |
| Eugénie Duval | 3 de maig de 1993      |                              |  |
| Séverine Eraud | 24 de febrer de 1995   |                              |  |
| Roxane Fournier | 7 de novembre de 1991  | ASPTT Dijon-Bourgogne (2011) |  |
| Pascale Jeuland | 2 de juny de 1987      |                              |  |
| Lucie Pader | 21 de desembre de 1992 | Bourgogne-Pro Dialog (2013)  |  |
| Greta Richioud | 11 de octubre de 1996  |                              |  |
| Amélie Rivat | 14 de novembre de 1989 |                              |  |
| Victorie Guilman (1 de ago–31 de des, aprenent) | 25 de març de 1996     |                              |  |
| |                        |                              |  |
| Font: UCI |                        |                              |  |

| \| Llista de l'equip 2014 \| Llista de l'equip 2014 \| Llista de l'equip 2014 \| Llista de l'equip 2014 \| \| Ciclista \| Data de naixement \| Equip previ \| \| \| ----------------------- \| ---------------------- \| ----------------------------------------- \| ---------------------- \| \| Sandrine Bideau \| 12 de abril de 1989 \| ESGL 93-GSD Gestion (2009) \| \| \| Charlotte Bravard \| 12 de gener de 1992 \| GSD Gestion (2012) \| \| \| Oriane Chaumet \| 16 de setembre de 1993 \| GSD Gestion (2012) \| \| \| Fiona Dutriaux \| 25 de gener de 1989 \| \| \| \| Roxane Fournier \| 7 de novembre de 1991 \| ASPTT Dijon-Bourgogne (2011) \| \| \| Pascale Jeuland \| 2 de juny de 1987 \| \| \| \| Lucie Pader \| 21 de desembre de 1992 \| Bourgogne-Pro Dialog (2013) \| \| \| Gabrielle Pilote Fortin \| 26 de abril de 1993 \| \| \| \| Amélie Rivat \| 14 de novembre de 1989 \| \| \| \| Sarah Roy \| 27 de febrer de 1986 \| Futurumshop.nl-Polaris (2013) \| \| \| Manon Souyris \| 30 de juny de 1993 \| \| \| \| Kimberley Wells \| 18 de juliol de 1985 \| Fearless Femme-Haute Wheels Racing (2013) \| \| \| \| \| \| \| \| Font: UCI \| \| \| \| |                        |                                           |  |
| Llista de l'equip 2014 |                        |                                           |  |
| Ciclista | Data de naixement      | Equip previ                               |  |
| Sandrine Bideau | 12 de abril de 1989    | ESGL 93-GSD Gestion (2009)                |  |
| Charlotte Bravard | 12 de gener de 1992    | GSD Gestion (2012)                        |  |
| Oriane Chaumet | 16 de setembre de 1993 | GSD Gestion (2012)                        |  |
| Fiona Dutriaux | 25 de gener de 1989    |                                           |  |
| Roxane Fournier | 7 de novembre de 1991  | ASPTT Dijon-Bourgogne (2011)              |  |
| Pascale Jeuland | 2 de juny de 1987      |                                           |  |
| Lucie Pader | 21 de desembre de 1992 | Bourgogne-Pro Dialog (2013)               |  |
| Gabrielle Pilote Fortin | 26 de abril de 1993    |                                           |  |
| Amélie Rivat | 14 de novembre de 1989 |                                           |  |
| Sarah Roy | 27 de febrer de 1986   | Futurumshop.nl-Polaris (2013)             |  |
| Manon Souyris | 30 de juny de 1993     |                                           |  |
| Kimberley Wells | 18 de juliol de 1985   | Fearless Femme-Haute Wheels Racing (2013) |  |
| |                        |                                           |  |
| Font: UCI |                        |                                           |  |

| \| Llista de l'equip 2013 \| Llista de l'equip 2013 \| Llista de l'equip 2013 \| Llista de l'equip 2013 \| \| Ciclista \| Data de naixement \| Equip previ \| \| \| ---------------------- \| ---------------------- \| ------------------------------- \| ---------------------- \| \| Jessica Allen \| 17 de abril de 1993 \| \| \| \| Sandrine Bideau \| 12 de abril de 1989 \| ESGL 93-GSD Gestion (2009) \| \| \| Karol-Ann Canuel \| 18 de abril de 1988 \| Specialized-Mazda-Samson (2009) \| \| \| Oriane Chaumet \| 16 de setembre de 1993 \| GSD Gestion (2012) \| \| \| Audrey Cordon \| 22 de setembre de 1989 \| \| \| \| Fiona Dutriaux \| 25 de gener de 1989 \| \| \| \| Pascale Jeuland \| 2 de juny de 1987 \| \| \| \| Jennifer Letué \| 2 de juny de 1990 \| ESGL 93-GSD Gestion (2009) \| \| \| Emmanuelle Merlot \| 10 de gener de 1986 \| \| \| \| Amélie Rivat \| 14 de novembre de 1989 \| \| \| \| Manon Souyris \| 30 de juny de 1993 \| \| \| \| \| \| \| \| \| Font: UCI \| \| \| \| |                        |                                 |  |
| Llista de l'equip 2013 |                        |                                 |  |
| Ciclista | Data de naixement      | Equip previ                     |  |
| Jessica Allen | 17 de abril de 1993    |                                 |  |
| Sandrine Bideau | 12 de abril de 1989    | ESGL 93-GSD Gestion (2009)      |  |
| Karol-Ann Canuel | 18 de abril de 1988    | Specialized-Mazda-Samson (2009) |  |
| Oriane Chaumet | 16 de setembre de 1993 | GSD Gestion (2012)              |  |
| Audrey Cordon | 22 de setembre de 1989 |                                 |  |
| Fiona Dutriaux | 25 de gener de 1989    |                                 |  |
| Pascale Jeuland | 2 de juny de 1987      |                                 |  |
| Jennifer Letué | 2 de juny de 1990      | ESGL 93-GSD Gestion (2009)      |  |
| Emmanuelle Merlot | 10 de gener de 1986    |                                 |  |
| Amélie Rivat | 14 de novembre de 1989 |                                 |  |
| Manon Souyris | 30 de juny de 1993     |                                 |  |
| |                        |                                 |  |
| Font: UCI |                        |                                 |  |

| \| Llista de l'equip 2012 \| Llista de l'equip 2012 \| Llista de l'equip 2012 \| Llista de l'equip 2012 \| \| Ciclista \| Data de naixement \| Equip previ \| \| \| ---------------------- \| ---------------------- \| ----------------------------------- \| ---------------------- \| \| Marion Azam \| 13 de octubre de 1991 \| \| \| \| Julie Beveridge \| 30 de juny de 1988 \| Palo Alto Bicycle Shop-Tibco (2009) \| \| \| Sandrine Bideau \| 12 de abril de 1989 \| ESGL 93-GSD Gestion (2009) \| \| \| Karol-Ann Canuel \| 18 de abril de 1988 \| Specialized-Mazda-Samson (2009) \| \| \| Audrey Cordon \| 22 de setembre de 1989 \| \| \| \| Fiona Dutriaux \| 25 de gener de 1989 \| \| \| \| Andrea Graus \| 13 de novembre de 1979 \| Kleo Ladies (2011) \| \| \| Aurelie Halbwachs \| 24 de agost de 1986 \| \| \| \| Pascale Jeuland \| 2 de juny de 1987 \| \| \| \| Jennifer Letué \| 2 de juny de 1990 \| ESGL 93-GSD Gestion (2009) \| \| \| Emmanuelle Merlot \| 10 de gener de 1986 \| \| \| \| Amélie Rivat \| 14 de novembre de 1989 \| \| \| \| Marion Rousse \| 17 de agost de 1991 \| ESGL 93-GSD Gestion (2010) \| \| \| Manon Souyris \| 30 de juny de 1993 \| \| \| \| Carlee Taylor \| 15 de febrer de 1989 \| Tibco-To the Top (2011) \| \| \| \| \| \| \| \| Font: UCI \| \| \| \| |                        |                                     |  |
| Llista de l'equip 2012 |                        |                                     |  |
| Ciclista | Data de naixement      | Equip previ                         |  |
| Marion Azam | 13 de octubre de 1991  |                                     |  |
| Julie Beveridge | 30 de juny de 1988     | Palo Alto Bicycle Shop-Tibco (2009) |  |
| Sandrine Bideau | 12 de abril de 1989    | ESGL 93-GSD Gestion (2009)          |  |
| Karol-Ann Canuel | 18 de abril de 1988    | Specialized-Mazda-Samson (2009)     |  |
| Audrey Cordon | 22 de setembre de 1989 |                                     |  |
| Fiona Dutriaux | 25 de gener de 1989    |                                     |  |
| Andrea Graus | 13 de novembre de 1979 | Kleo Ladies (2011)                  |  |
| Aurelie Halbwachs | 24 de agost de 1986    |                                     |  |
| Pascale Jeuland | 2 de juny de 1987      |                                     |  |
| Jennifer Letué | 2 de juny de 1990      | ESGL 93-GSD Gestion (2009)          |  |
| Emmanuelle Merlot | 10 de gener de 1986    |                                     |  |
| Amélie Rivat | 14 de novembre de 1989 |                                     |  |
| Marion Rousse | 17 de agost de 1991    | ESGL 93-GSD Gestion (2010)          |  |
| Manon Souyris | 30 de juny de 1993     |                                     |  |
| Carlee Taylor | 15 de febrer de 1989   | Tibco-To the Top (2011)             |  |
| |                        |                                     |  |
| Font: UCI |                        |                                     |  |